# گوفردو آلساندرینی
گوفردو آلساندرینی (ایتالیایی: Goffredo Alessandrini; ۹ سپتامبر ۱۹۰۴ – ۱۶ مهٔ ۱۹۷۸) یک کارگردان، هنرپیشه، و قهرمان دو و میدانی اهل ایتالیا بود.

## زندگی‌نامه
او کار خود را با همکاری با آلساندرو بلازتی شروع کرد. او یکی از مهمترین کارگردانان فیلم ایتالیای فاشیست بود. فیلم او چندین جایزه در جشنواره فیلم ونیز در طی دوران فاشیستی مانند: جام موسولینی به خاطر بهترین فیلم در سال ۱۹۳۸ برای فیلم Luciano Serra pilota و در سال ۱۹۳۹ برای فیلم Abuna Messias دریافت کرد. او جایزه دوسالانه را در سال ۱۹۴۲ برای فیلم‌های Noi Vivi و Addio Kira! دریافت کرد.
او بیشتر به خاطر دو فیلم ضد کمونیستش (ترکیب شده برای ساختن یک فیلم ۴ ساعته)، هر دو برپایه کتاب ما زندگان این رند بودند. بدون اجازه رند به یکی از فیلم‌های Noi vivi و Addio, Kira در سال ۱۹۴۲ توسط اسکالارز فیلم رم تبدیل شد.
او با آنا مانیانی ازدواج کرد که از ۱۹۳۵ تا ۱۹۵۰ پایدار بود.